# Каргала (Татарстан)
Каргала (Каргалы́) — деревня в Кайбицком районе Татарстана, входит в Большеподберезинское сельское поселение. У деревни расположено озеро Большое, являющееся памятником природы и уникальным озером.

## История
Основано в XVIII веке. В дореволюционных источниках известно под названием Можарово, Ново-Троицкое. До реформы 1861 жители относились к категории помещичьих крестьян. Занимались земледелием, разведением скота, плотничным и портняжным промыслами. В начале 20 века в деревне находились волостное правление, церковь, земская школа, мельница, 2 мелочные, 1 казённая и 1 винная лавки. В этот период земельный надел сельской общины составлял 909 десятин. До 1920 деревня являлась центром Больше-Тоябинской волости Тетюшского уезда Казанской губернии. С 1920 в составе Тетюшского кантона ТАССР. С 14 февраля 1927 в Ульянковском, с 1 августа 1927 в Кайбицком, с 19 февраля 1944 в Подберезинском, с 14 мая 1956 в Кайбицком, с 1 февраля 1963 в Буинском, с 4 марта 1964 в Апастовском, с 19 апреля 1991 в Кайбицком районах.

## Население
| 1859 | 1897 | 1908 | 1920 | 1926 | 1938 | 1949 | 1958 | 1970 | 1979 |
| ---- | ---- | ---- | ---- | ---- | ---- | ---- | ---- | ---- | ---- |
| 478  | ↗575 | ↗865 | ↘514 | ↗556 | ↘536 | ↘324 | ↘229 | ↘172 | ↘128 |
| 1989 | 2002 | 2011 |      |      |      |      |      |      |      |
| ↘96  | ↗99  | ↘82  |      |      |      |      |      |      |      |

Национальный состав на 2010 год: русские и чуваши.

## Инфраструктура
Начальная школа, клуб.